# Old New Ballads Blues
Old New Ballads Blues ist ein Studioalbum des irischen Blues-Rock- und Hard-Rock-Gitarristen und -Sängers Gary Moore aus dem Jahr 2006. Es umfasst einige Neuinterpretationen von Blues-Stücken bekannter Bluesmusiker und eigene Kompositionen von Moore im Bluesrock-Stil.
Die Ballade Midnight Blues ist eine in etwas langsameren Tempo Neueinspielung des bereits auf dem Album Still Got the Blues aufgenommenen Moore-Titels. Ebenfalls aus diesem älteren Album stammt die Neufassung des bekannten Blues-Klassikers All Your Love, die hier deutlich weniger brachial und etwas langsamer gespielt daherkommt. Eine weitere, melodische und langsame Ballade im typischen Moore-Stil ist das neue Stück Gonna Rain Today. Das gilt auch für die Nummer Flesh And Blood, die geradezu als Pop-Ballade gelten kann. Auch das mit 9 Minuten längste Stück des Albums, No Reason To Cry, ist eine gefühlvolle, langsame Ballade mit einem langen Gitarrensolo, das sich über mehrere Durchgänge über die thematische Struktur immer weiter steigert. Auch You Know My Love ist als Ballade interpretiert und weist ein längeres, heftiges Gitarrensolo auf. Ain't Nobody dagegen ist eine Hardrock-basierte Eigenkomposition. Cut It Out ist ein reines Instrumentalstück im Bluesrock-Stil, eingespielt mit Moore-typisch krachenden Gitarrenriffs. Die Blues-Nummer Done Somebody Wrong wird, wiederum typisch für Gary Moore, mit klar Hard-Rock-basierten Riffs dargeboten.

## Titelliste
1. Done Somebody Wrong (Elmore James) – 3:07
2. You Know My Love (Willie Dixon) – 7:18
3. Midnight Blues (Moore) – 5:45
4. Ain't Nobody (Moore) – 4:51
5. Gonna Rain Today (Moore) – 4:40
6. All Your Love (Otis Rush) – 4:29
7. Flesh and Blood (Moore) – 4:53
8. Cut It Out (Moore) – 5:36
9. No Reason To Cry (Moore) – 9:01
10. I'll Play the Blues for You (Jerry Beech) – 6:04

## Mitwirkende
- Gary Moore – guitar, vocals, producer
- Don Airey – keyboards
- Jonathan Joyce – bass
- Darrin Mooney – drums